# ネパール地震 (2015年)
ネパール地震（ネパールじしん、Nepal earthquake）は、2015年4月25日にネパールで発生した地震のこと。ネパール大地震とも呼ばれている。

## 概要

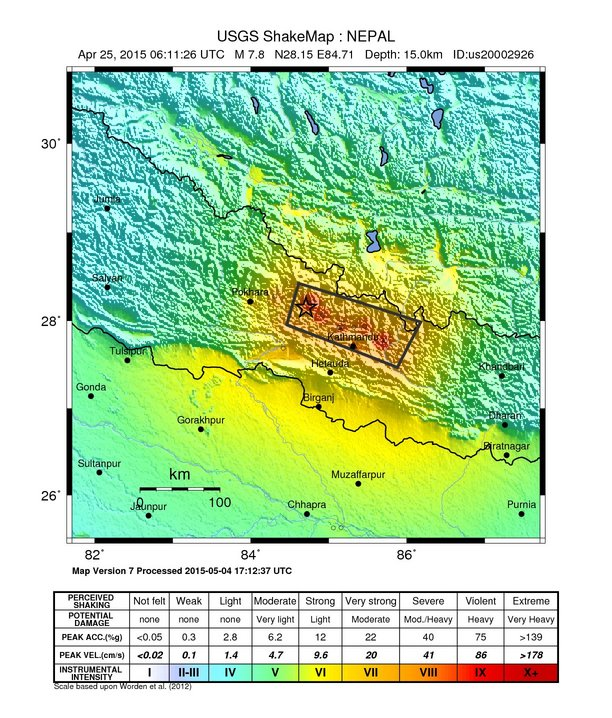
震源の位置と震度分布図（USGS）

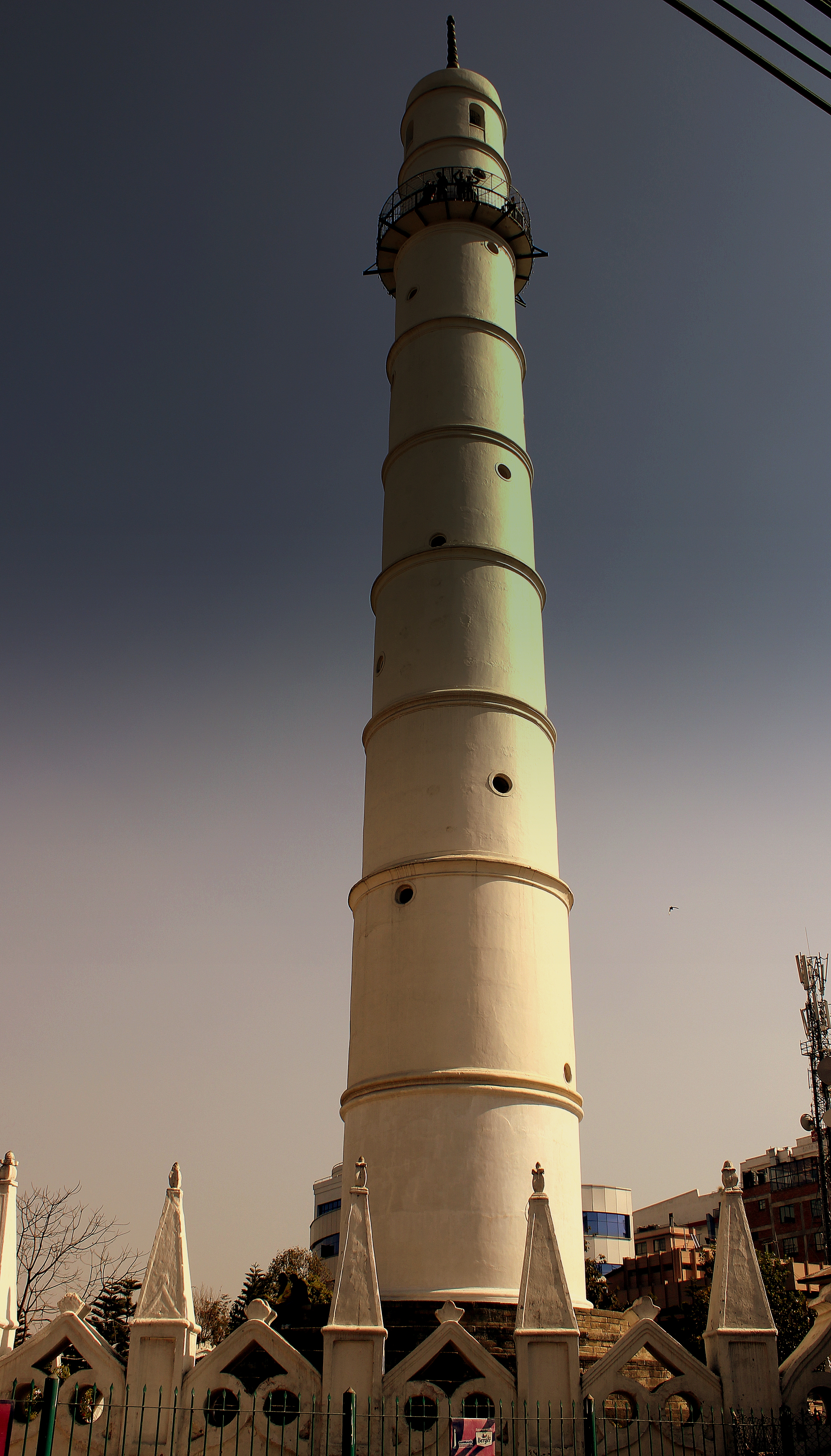
地震前（2013年2月）のダラハラ塔（ビムセンタワー）。地震で完全に崩壊した。

現地時間2015年4月25日11時56分にネパールの首都カトマンズ北西77km付近、ガンダキ県ゴルカ郡サウラパニの深さ15kmを震源として発生した地震で、アメリカ地質調査所（USGS）によれば地震の規模はMw7.8と推定されている。また中国地震局ではこの地震の規模をMs8.1としている。気象庁松代地震観測所によるMsは8.2。
この地震の強震によってネパールでは建物の倒壊、雪崩、土砂災害などにより甚大な被害が発生した。またインドや中国のチベット自治区、バングラデシュなど周辺の国々でも人的被害が生じた。地震動はメルカリ震度階級でIXがカトマンズで報告されている他、バラトプル、ビラートナガルでVIIIが報告されている。
ネパールやインド北部は元来地震が多い地域であるものの建物はレンガ積みの耐震性のない脆弱な構造のものが多く、また山岳地帯では地すべりも発生しやすいなど被害が大きくなりやすい。特に人口が集中しているカトマンズ盆地は平均の深さが数百mになる湖底堆積物及び河川堆積物で盆地が形成されており、きわめて地盤が軟弱な土地である上、プレート境界断層の上盤側に存在している。またネパールを含む中部ヒマラヤは地震空白域として知られており、地震に対して特に脆弱な土地であることが知られていた。

## メカニズム
アメリカの地質調査所によるとこの地震の規模はMw7.8で、この規模はネパール国内で発生した地震としては1934年ビハール・ネパール地震(M8.1)に次ぐ2番目の規模となっている。
筑波大の八木勇治准教授の解析では、震源の断層は首都のカトマンズを含む周辺一帯東西150km、南北120kmに及び、4.1m以上ずれた地域もある可能性があることが判明した。これは同じ都市直下型地震である兵庫県南部地震（阪神・淡路大震災）の約30倍に及ぶ。地震のエネルギーは約1分かけて東南東方向へ伝播し、断層を南にずらした。
国土地理院による「だいち2号」（ALOS-2）観測画像からの解析によれば、カトマンズの北西70kmの震源から北北東傾斜の断層による逆断層滑りが起こり、地表で最大1.2m隆起し、地下では最大4mの断層滑りが考えられるという。
この地域ではヒマラヤ山脈の南縁からインド亜大陸含むインドプレートがユーラシアプレートに衝突・沈み込んでいる収束型境界が存在している。二つのプレート相対速度はネパール付近では約45mm/年であり、そのため世界的に地震活動が活発な地域の一つである。このプレート運動によってヒマラヤ山脈が形成され、現在も約5mm/年の速度で隆起し続けている。このプレート境界ではヒマラヤスラストと呼ばれる衝上断層が形成されている。ヒマラヤスラストは大きく分けて四つに分類されており、これらは主マントル衝上断層、主前縁衝上断層、主境界衝上断層、主中央衝上断層主中央衝上断層である。USGSは、この地震の発生場所・規模・発震機構がこのプレート境界の衝上断層での地震活動と一致しているとしている。

## 余震

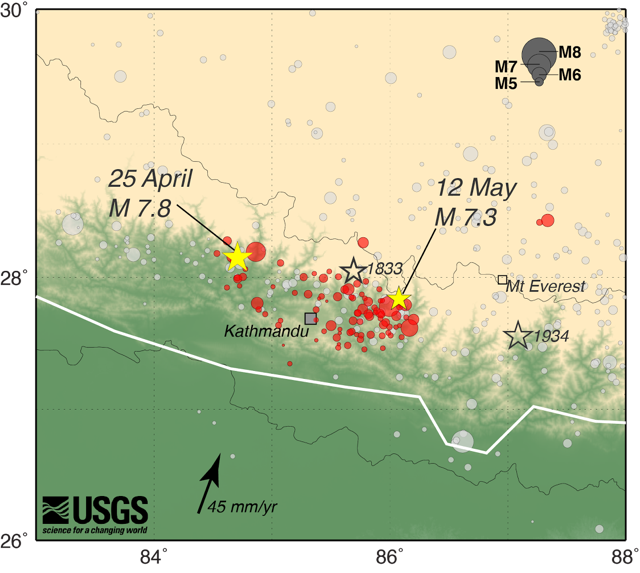
2015年5月12日Mw7.3を含む余震の発生状況

2015年5月12日現在、複数の余震と見られる地震が観測されている。M6以上の余震は二回発生しており、本震の約34分後の同日12時30分(NST)にM6.6の地震北緯28度11分35秒 東経84度51分54秒 / 北緯28.193度 東経84.865度、本震の約25時間後の4月26日12時54分(NST)に最大余震であるM6.7の地震北緯27度46分55秒 東経85度59分49秒 / 北緯27.782度 東経85.997度が発生している。M6.7の地震ではエベレストのベースキャンプ付近において雪崩が再発した。
本震から17日後の2015年5月12日12時51分(NST)に震源域東端付近でM7.3の地震が発生した北緯27度50分13秒 東経86度04分37秒 / 北緯27.837度 東経86.077度。この地震も本震と同様北北東側隆起の衝上断層であり、震源域の大きさは約55×30kmとしている。M7.3の地震の約30分後にはM6.3の余震が発生している北緯27度37分05秒 東経86度09分58秒 / 北緯27.618度 東経86.166度。

## 被害
| 国             | 死者    | 負傷者   | 時点    | 注釈          |
| -------------- | ------- | -------- | ------- | ------------- |
| ネパール       | > 8,460 | > 14,398 | 5月15日 | [ 26 ] [ 27 ] |
| インド         | 78      | 288      | 4月29日 | [ 28 ] [ 29 ] |
| 中華人民共和国 | 25      | 383      | 4月27日 | [ 30 ]        |
| バングラデシュ | 4       | 200      | 4月27日 | [ 31 ]        |
| 合計           | 8,567   | 15,269   |         |               |

| 国                      | 死者 | 時点    | 注釈          |
| ----------------------- | ---- | ------- | ------------- |
| インド                  | 40   | 5月4日  | [ 32 ]        |
| フランス                | 10   | 5月15日 | [ 33 ]        |
| スペイン                | 7    | 5月12日 | [ 34 ]        |
| アメリカ合衆国          | 6    | 5月15日 | [ 35 ] [ 36 ] |
| ドイツ                  | 5    | 5月15日 | [ 37 ] [ 38 ] |
| 中華人民共和国          | 4    | 4月27日 | [ 39 ]        |
| イタリア                | 4    | 4月25日 | [ 40 ]        |
| カナダ                  | 2    | 5月2日  | [ 41 ]        |
| ロシア                  | 2    | 5月8日  | [ 42 ]        |
| オーストラリア · インド | 1    | 4月27日 | [ 43 ]        |
| エストニア              | 1    | 4月28日 | [ 44 ]        |
| 香港                    | 1    | 4月29日 | [ 45 ]        |
| 日本                    | 1    | 4月27日 | [ 46 ]        |
| イスラエル              | 1    | 5月3日  | [ 47 ]        |
| マレーシア              | 1    | 5月8日  | [ 48 ]        |
| ニュージーランド        | 1    | 4月28日 | [ 49 ]        |
| イギリス                | 1    | 4月29日 | [ 50 ]        |
| 合計                    | 88   |         |               |

地震の揺れはネパール全域とインド北部、バングラデシュの広い範囲に及び、およそ300キロ以上離れたインドのニューデリーのほか、台湾でも観測された。

### ネパール
カトマンズでは地割れが発生するなどして多くの建物が倒壊した。カトマンズのダルバール広場、スワヤンブナート、ダラハラ塔、マナカマナなど歴史的な建造物や世界遺産の寺院などの多くが修復不可能な損傷を受けた。パックパッカーの聖地としてカトマンズ最大の観光客が集うタメル地区では、狭い路地にひしめくように宿泊施設やレストラン、土産物店などが軒を連ね、道幅が狭いことから車の通行も容易ではなく、救出活動は専ら手作業となった。4月28日に国連は、ネパールの人口の約30%にあたる約800万人が被災したと発表した。
阿部勝征東京大学名誉教授（地震学）が2015年4月25日に語ったところによると、M8クラスの地震が直下で起きていることから被害はかなり大きいと考えられるが、大地震ほど被害の情報は集まりにくいため当初は被害の実態が明らかになりにくいという。
アメリカの情報調査会社IHS（英語版）は4月28日、地震によるネパールの経済損失を50億ドル（約6,000億円）と推定した。これはネパールの2014年におけるGDP193.5億ドルの約4分の1の額に相当する。
2015年5月15日、ネパールの内務省報道官が地震による死者8,460人・負傷者2万人以上になったことを発表した。
国際連合のバレリー・エイモス人道問題担当事務次長兼緊急援助調整官はネパール政府の「官僚的」対応によって救援物資の輸送に遅延が生じていることについて憂慮を示した。また、5月2日にネパール政府は、生存者がこれ以上見つかる可能性はないという見方を示していたが同日、101歳の男性が救助され、翌3日には3人の女性が救助された。ネパール政府の対応を批判する声も出ており、4月29日に日本の国際緊急援助隊を表敬しようとしたスシル・コイララ首相が市民に取り囲まれ、引き返す事態も発生している。
5月12日のMw7.3の余震で、ネパール国内では76人が死亡した。

#### エベレストの雪崩
標高5000m付近のエベレスト登山ベースキャンプ付近で大規模な雪崩が複数回発生し、登山客ら18人が死亡（2015年4月26日現在）した。ロイター通信はこれを「エベレスト史上最悪の惨事」と伝えた。当時ベースキャンプには登山者、ガイドら約1000人がおり、より標高が高い「キャンプ1」と「キャンプ2」には多数が取り残された。ネパールの山岳協会によると100人以上の登山者が下山出来ない状態が続いた。2015年4月27日には現地で撮影されたベースキャンプを雪崩が直撃する映像と共に、現地メディアで26日現在22人が死亡、217人が行方不明と伝えられ、その中にはGoogle幹部のダン・フレディンバーグも含まれていた。登山のため滞在していたタレントのなすび、野口健は無事を報告した。

### インド
倒壊した建物の下敷きになるなどして66名が死亡した。

### バングラデシュ
27日までに死者4名が確認されている。

### チベット
中国のチベット自治区では約1,200棟の家屋と寺院1ヶ所が全壊、約5,800棟の家屋と寺院54ヶ所が損壊した。約25,000人が避難しており、確認されている死者は26日夜までに20名となっている。

## ギャラリー

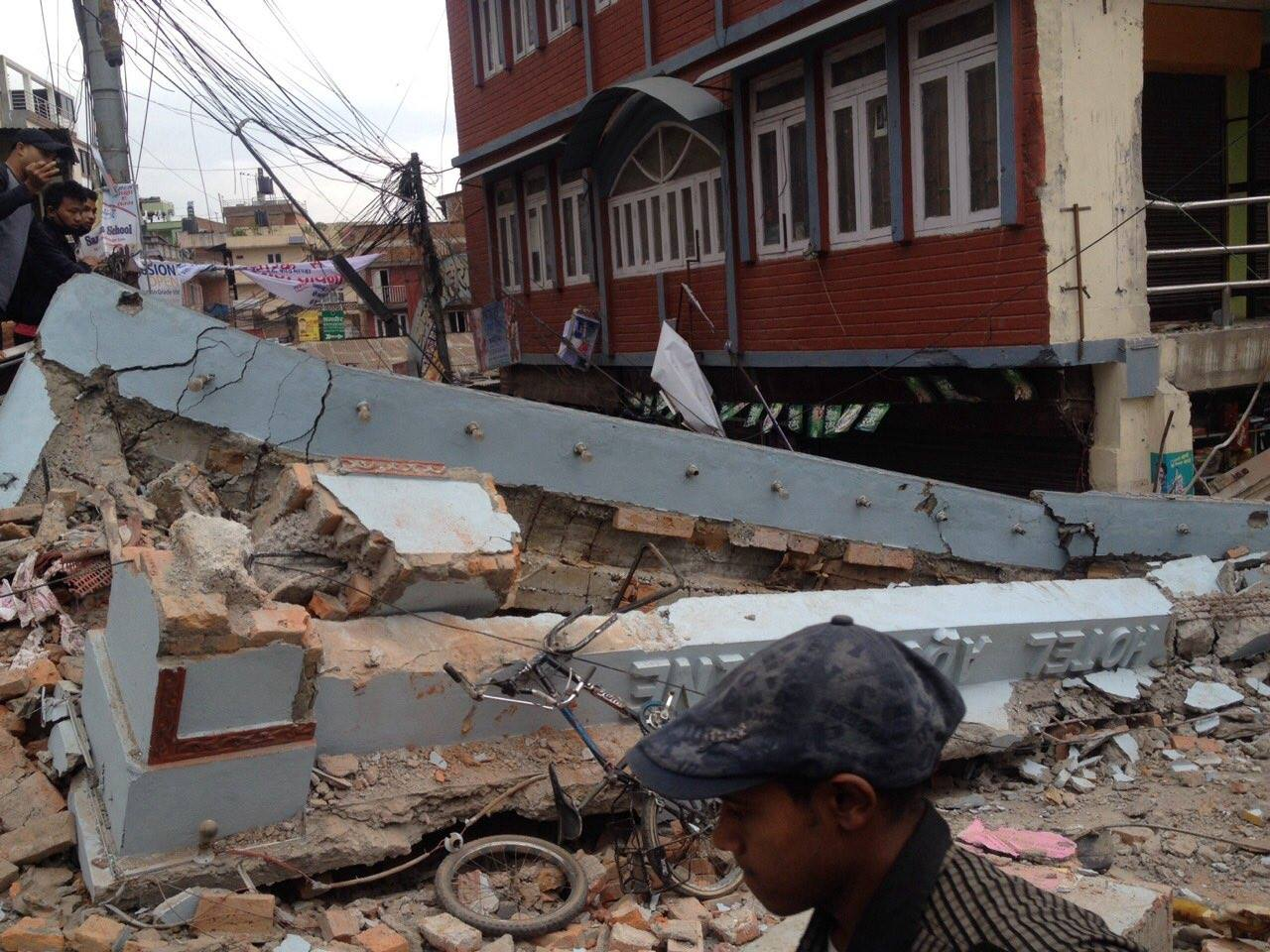
倒壊したホテル（カトマンズ・4月26日）
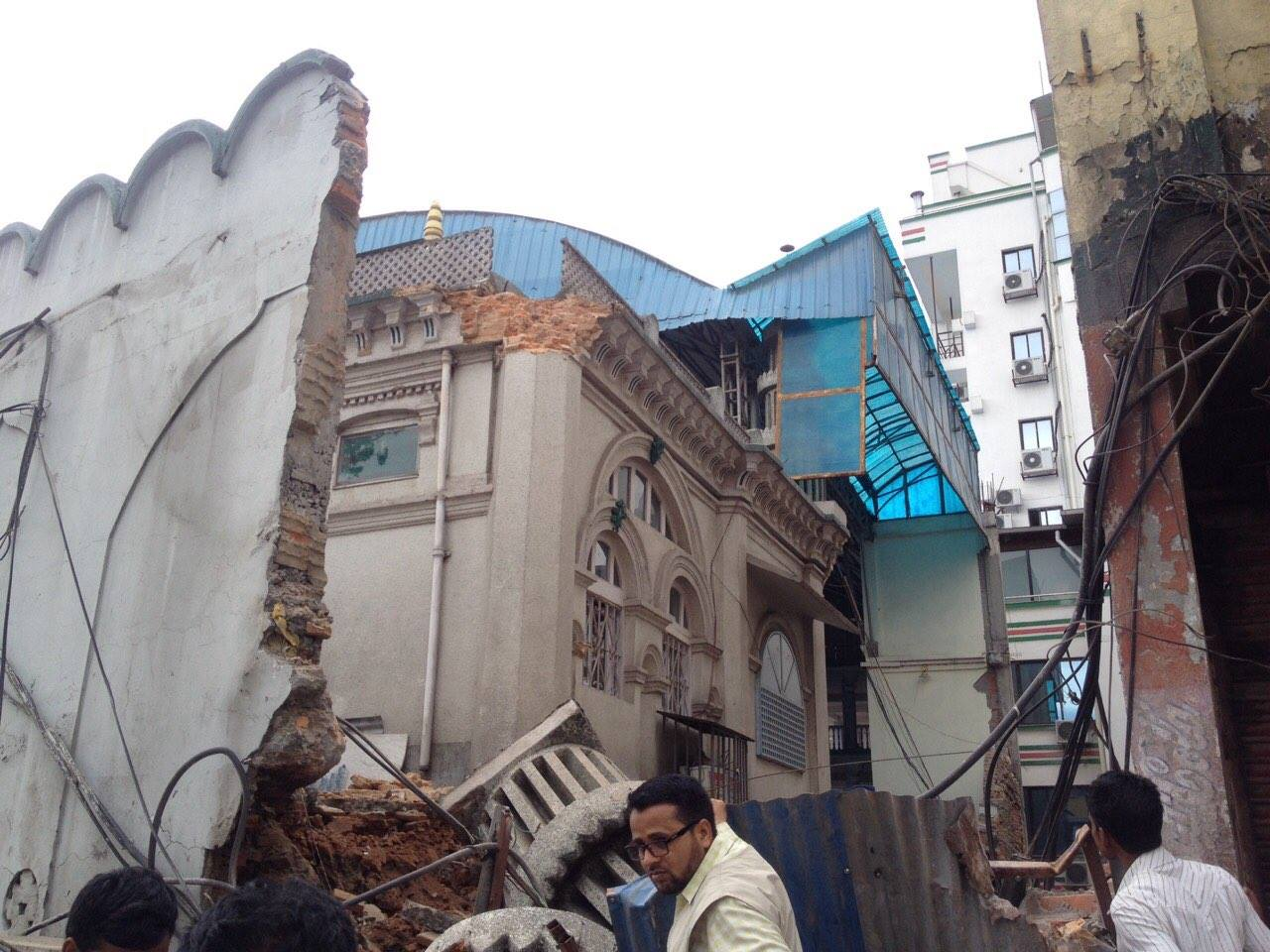
倒壊した建物
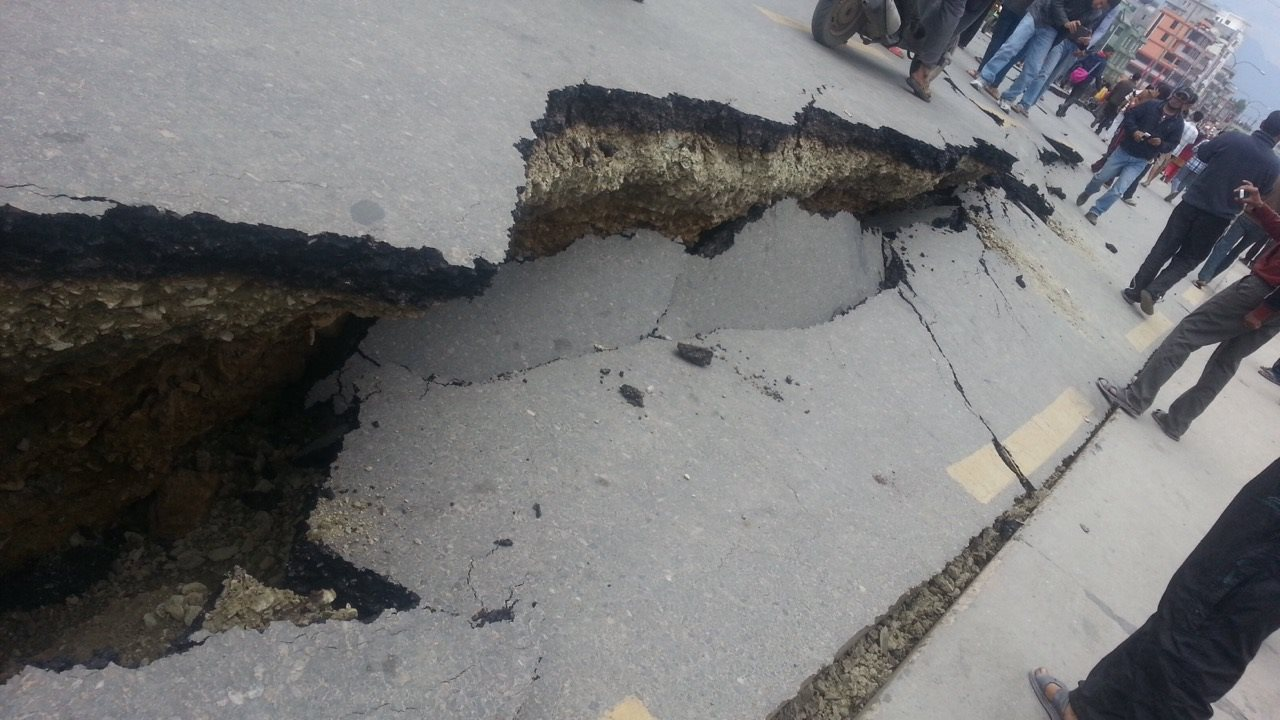
地割れの走る道路
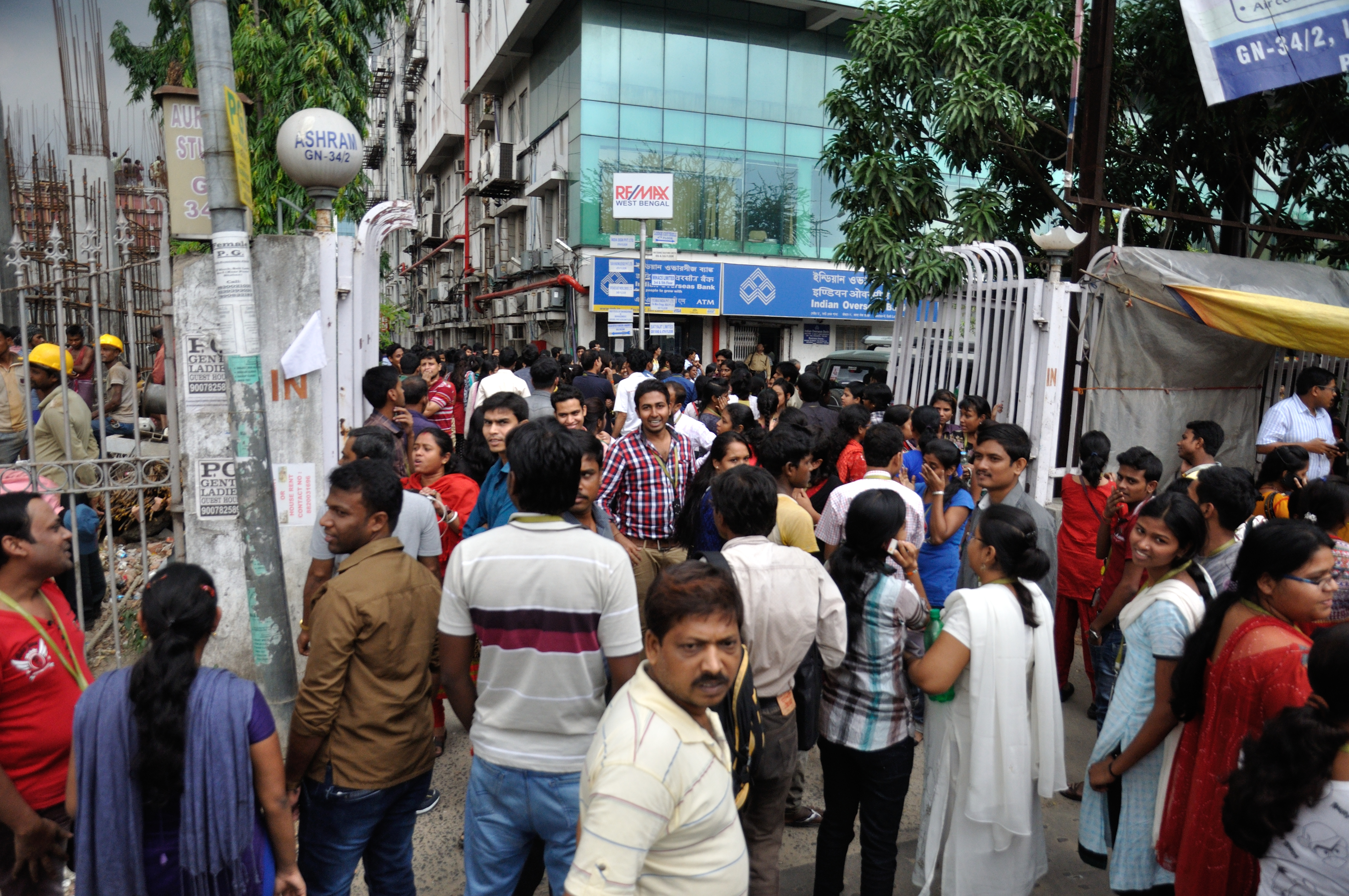
インド・コルカタの様子（2015年4月25日）
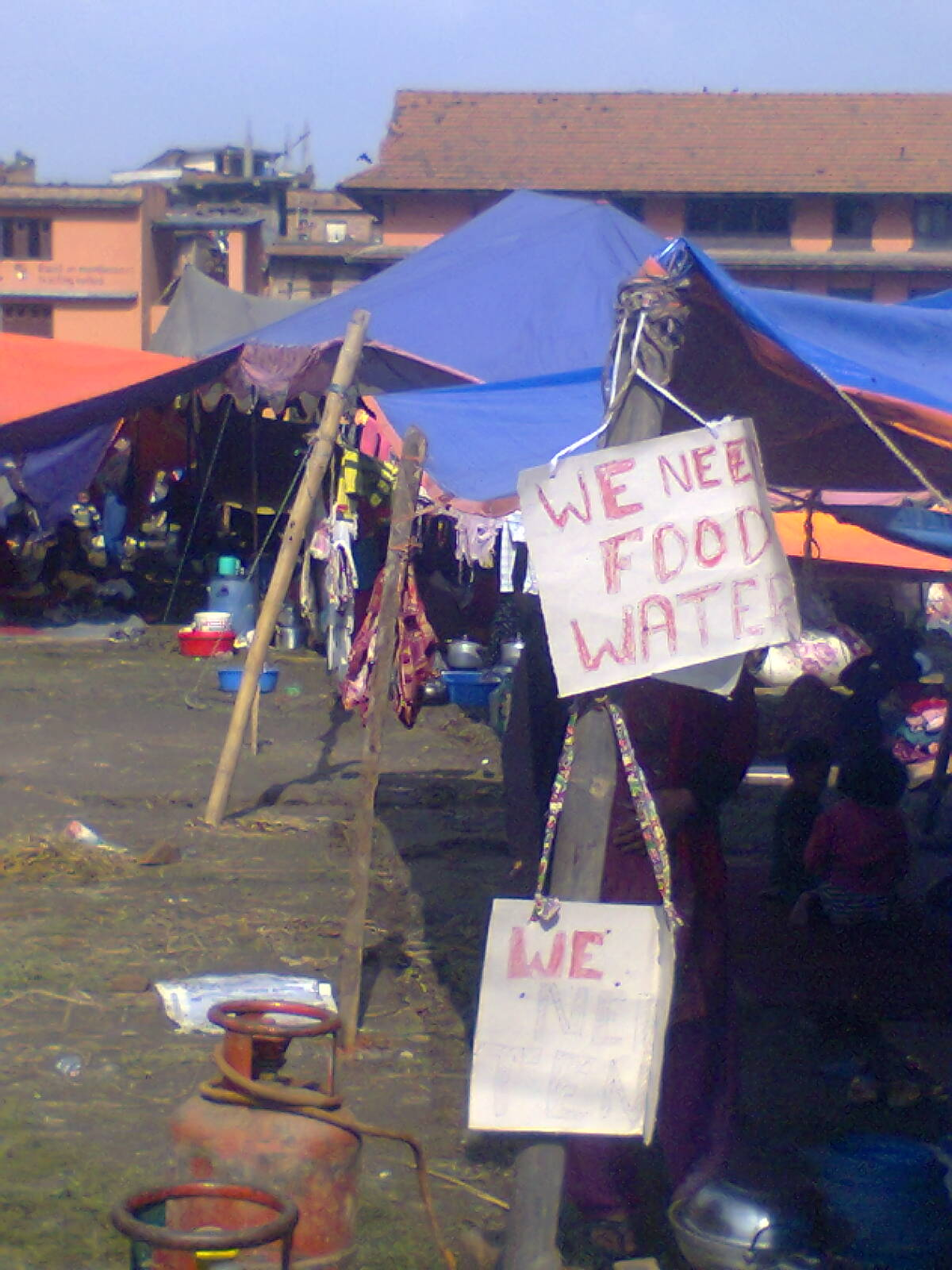
発生3日後の避難所（2015年4月28日）

## 各国・国際機関の対応

### 国際連合
国際連合の潘基文事務総長は、国連が大規模な救援活動の準備を行なっているとの声明を発表した。
ニューヨークに本部を持つ国際連合総会の補助機関である国際連合児童基金（ユニセフ）は2015年4月25日に現地の子供たちへ向けての緊急募金活動を開始することを表明している。26日には現地に支援が必要な子供94万人がおり、既に水・食料などの物資の不足およびインフラ設備の遮断が発生している状況を伝え、現地で緊急人道支援活動を開始したと発表した。

### アジア開発銀行
アジア開発銀行は300万ドルを緊急支援として無償供与し、復興費用として2億ドルを拠出することを表明した。

### インド
地震発生から15分後にはナレンドラ・モディ首相が救援部隊の派遣を決定、同日中にC-130Jx1、C-17x2、IL-76x1により450人と約45tの救援物資、数頭の救助犬からなる部隊が現地に投入され、投入機体によるネパール在住のインド国民救出輸送も実施された。

### パキスタン
C-130輸送機4機と軍人を派遣し、救援物資を輸送している。

### 中国
救助・医療など62人と災害救助犬6頭からなる救援チームを派遣した。

### 日本
2015年4月25日には国際緊急援助隊の派遣を決定した。翌26日に安倍晋三首相と岸田文雄外務大臣が被災者へのお見舞いと復興支援の用意を伝えるメッセージを発し、国際協力機構(JICA) を通じて毛布やテントなど2,500万円相当の緊急援助物資を供与すると共に、10億円規模の緊急無償資金協力を決定した。更に第二陣の派遣も決定し28日に出発、29日から活動を開始した。
援助隊第一陣は自衛隊でなくJICAが指揮を執ったため民間機での移動となり、26日に成田を出発し、当初27日には現地に到着する予定であった。しかし、ネパールの首都カトマンズの空港が各国の救援機およびや民間機の臨時便などの飛来によって運用限度を超えたため、第一陣が現地入りする予定だった民間機も燃料切れによってインド・コルカタへ代替着陸した。27日中のカトマンズ入りが見込めないことから、出発経由地のバンコクまで引き返し、28日に改めてバンコクを出発し現地入りできたが国際的な救命リミットと言われる災害発生72時間が迫っていた。
自衛隊は26日に防衛省から現地に調査チームを派遣し、被害状況の調査や支援のニーズについて情報収集を行った。27日には国際緊急援助活動の実施に関する自衛隊行動命令を発出した。28日に援助隊及び空輸隊を編成、同日中に救援隊の一部で初動対処部隊を編成し派遣させた。 29日に初動対処部隊がネパールに入国した。30日に初動対処部隊が活動を開始、空輸隊による救援隊（本隊）輸送によって派遣、5月1日に本隊がネパール入り活動を開始した。
ネパール､ 神戸国際支縁機構 (2015年5月12日)､ 被災の子ども施設建造。孤児施設開所式 (2017年5月10日)。

### 中華民国
行政院は25日、30万ドルの義援金と救援部隊を派遣すると発表したが、外交部の高振群政務次長によればネパール側は「今のところ必要はない」として、婉曲に断ってきたと話した。ただ今後、5～6人程度の小規模な医療チームを派遣し、現地の状況を把握する方針だとした。

### アメリカ合衆国
アメリカ政府は26日災害対策チーム70名と45ｔの物資をC-17によって派遣を決定するとともに、被災地の支援のために100万ドルを出すことを決定した。在日米海兵隊はネパールでの地震救援活動を後押しするため第3海兵遠征軍（普天間基地）所属のオスプレイを4機派遣し、5月3日トリブバン国際空港に到着。
5月16日、ネパール政府は、救助活動にあたっていた海兵隊のヘリコプターに搭乗していたアメリカ兵6人とネパール軍の2人の死亡を確認したと発表した。

### カナダ
カナダ空軍は26日、災害派遣対応チーム(DART)要員と評価チーム、医療関係、消防士、救援物資などを載せたCC-1771機を派遣、4月29日に同型機をもう一機追加派遣し、一機目はネパールからインドへのカナダ国民救出で運航。

### 韓国
韓国政府は26日、ネパールに100万ドル（約10億8000万ウォン）規模の緊急支援をすることに決めた。27日に中央119救助本部に所属する捜索救助チーム10人、救助犬2頭を派遣。その後韓国内報道で「韓国は救援チーム派遣の『ゴールデンタイム』を逃した」などと報じ外交部の対応を批判したため、29日午後になって医療スタッフや人命救助犬の追加派遣を発表したがすでにネパール政府は「事故現場に投入された海外の救助隊は十分であり、もう来なくていい」と国連に伝えていたが、韓国政府は5月1日に32人の救援隊を追加派遣し、他に医療チームが韓国国際協力団(KOICA)から医療チーム10人、支援チーム2人が派遣された。また、韓国国内では100万ドルという支援額は主要国に比べて少ないという批判も出ていて、これは韓国政府の人道的支援予算そのものが少ないためである。

### イギリス
イギリス空軍は27日、シェルターキット1,100セットとソーラーランタン1,700個、グルカ工兵チームを載せたC-17x1機を派遣し、5月1日にはネパール国内の輸送機材不足に対応するためロシアの民間貨物輸送機アントノフにより大型輸送ヘリCH-47チヌーク・ヘリコプターx3を追加派遣した。

### イスラエル
イスラエルも27日、260名からなる救援チーム（医療関係者122名）と95トンの救援物資をC-130Jx2、ボーイング707x1で派遣し、ガルフストリームx1を11人のイスラエル国民救出のため運航。

### シンガポール
合計75人の救援チームを派遣することを決定し、支援物資をC-130輸送機で運ぶ作業を開始。医療チーム15人による人的支援も開始した。また政府は10万ドルをシンガポール赤十字経由で拠出した。

### マレーシア
ナジブ・ラザク首相は50人の救援チーム（うち医者20人）を派遣したと発表した。

### オーストラリア
オーストラリア空軍は28日、人道支援とオーストラリア国民救出のためC-17を1機、ネパールに派遣した。

### バチカン
教皇庁開発援助促進評議会は、28日、教皇の名前において、10万ドルを最初の救援金として送り、ネパールの教会を通して被災者の支援にあてる旨を発表した。

## 救助活動
余震、重機や病院、医師の不足、国際空港がトリブバン国際空港だけしかないという空港の未整備、山岳地帯の村落の孤立化などで救助活動が難航した。山岳地帯に住む住民も多く、地滑りのため孤立化した村落が200-300はある模様。生存率が急劇に下がる地震発生後72時間後も救助は進まず、震源地付近に位置するゴルカ地区では地滑りが各地で発生し被災地を目指す救援隊が到着できない状況であった。
しかし4月29日にはネパール政府は既に十分な人数の捜索・救助隊員がいるとの理由で、外国の捜索・救助隊はネパールに来ないように要請した。

## その他
同地震で被災した子供が強制的に児童労働に従事させられたり、人身売買や性犯罪に巻き込まれるなどするケースが多発している。貧困などにつけ込む形で行われているとされており、地震をきっかけに被害が拡大していると見られている。